# Казе Ди Ђироламо (Трапани)
Казе Ди Ђироламо је насеље у Италији у округу Трапани, региону Сицилија.
Према процени из 2011. у насељу је живело 17 становника. Насеље се налази на надморској висини од 139 м.